# Rhabdomastix laeta
Rhabdomastix laeta är en tvåvingeart som först beskrevs av Friedrich Hermann Loew 1873.  Rhabdomastix laeta ingår i släktet Rhabdomastix och familjen småharkrankar. Arten är reproducerande i Sverige. Inga underarter finns listade i Catalogue of Life.